# Horia Toboc
Horia Toboc (ur. 7 lutego 1955 w Iancy) – rumuński lekkoatleta, płotkarz i sprinter.
Zajął 8. miejsce w finale biegu na 400 metrów przez płotki na mistrzostwach Europy w 1978 w Pradze.
Zdobył brązowy medal w biegu na 400 metrów na halowych mistrzostwach Europy w 1979 w Wiedniu (wyprzedzili go tylko Karel Kolář  z Czechosłowacji i Stefano Malinverni z Włoch). Na kolejnych halowych mistrzostwach Europy w 1980 w Sindelfingen zajął w tej konkurencji 4. miejsce. 
Zajął 6. miejsce w biegu na 400 metrów przez płotki oraz odpadł w eliminacjach biegu na 400 metrów na igrzyskach olimpijskich w 1980 w Moskwie. Na mistrzostwach Europy w 1982 w Atenach odpadł w eliminacjach biegu na 400 metrów przez płotki.
Zajął 5. miejsce w biegu na 400 metrów na uniwersjadzie w 1979 w Meksyku, a także zwyciężył na mistrzostwach krajów bałkańskich w biegu na 400 metrów w 1978 i w biegu na 400 metrów przez płotki w 1982.
Toboc był mistrzem Rumunii w biegu na 400 metrów w latach 1977–1982 i 1984–1986 oraz w biegu na 400 metrów przez płotki w latach 1976–1980, 1982 i 1984–1986.
Dwukrotnie poprawiał rekord Rumunii w biegu na 400 metrów do czasu 45,87 s (9 września 1979 w Meksyku), czterokrotnie w biegu na 400 metrów przez płotki do wyniku 49,64 s (5 czerwca 1980 w Stuttgarcie) i raz w sztafecie 4 × 400 metrów rezultatem 3:07,39 (12 sierpnia 1979 w Atenach).